# Ceresium bicolor
Ceresium bicolor là một loài bọ cánh cứng trong họ Cerambycidae.